# Route nationale 342
Pour les articles homonymes, voir Route 342.
La route nationale 342, ou RN 342, était une route nationale française reliant Cambrai à Bavay. À la suite de la réforme de 1972, la RN 342 a été déclassée en RD 942.

## Ancien tracé de Cambrai à Bavay
- Cambrai (km 0)
- Avesnes-les-Aubert (km 10)
- Saint-Vaast-en-Cambrésis (km 13)
- Saint-Python (km 18)
- Solesmes (km 20)
- Romeries (km 23)
- Beaudignies (km 29)
- Le Quesnoy (km 34)
- La Bonne-Femme, commune de Villereau (km 36)
- Gommegnies (km 39)
- Bermeries (km 44)
- Bavay (km 47)